# Sclerorhachis
Sclerorhachis es un género de plantas pertenecientes a la familia Asteraceae. Comprende 7 especies descritas y de estas, solo 2 aceptadas.

## Taxonomía
El género fue descrito por Karl Heinz Rechinger y publicado en Österreichische Akademie der Wissenschaften, Mathematisch-Naturwissenschaftliche Klasse. Anzeige 105: 242. 1969.

## Especies aceptadas
A continuación se brinda un listado de las especies del género Sclerorhachis aceptadas hasta junio de 2012, ordenadas alfabéticamente. Para cada una se indica el nombre binomial seguido del autor, abreviado según las convenciones y usos:
- Sclerorhachis caulescens (Aitch. & Hemsl.) Rech.f.
- Sclerorhachis platyrachis (Boiss.) Podlech ex Rech.f.